# Чмиль, Андрей Анатольевич
Андрей Анатольевич Чмиль (фр. Andreï Tchmil, 22 января 1963 года, Хабаровск) — советский, молдавский, украинский и бельгийский профессиональный шоссейный велогонщик. В 2002 году закончил профессиональную карьеру из-за травмы. Работал координатором международного Союза велосипедистов в странах Восточной Европы и СНГ. Генеральный директор Национального агентства спорта Молдовы в 2006—2008 гг. Президент велокоманды Катюша.

## Спортивные достижения
Чемпион СССР 1992 года в групповой гонке. Победитель Мирового шоссейного кубока UCI 1999 года. Многократный победитель престижных однодневных классических гонок, в том числе:
- Париж — Рубе (1994, единственный в истории представитель бывшего СССР, выигравший эту гонку)
- Париж — Тур (1997)
- Милан — Сан-Ремо (1999)

Пять раз участвовал в Тур де Франс, но не смог выиграть ни одного этапа.

## Статистика выступлений наГранд Турах
| Гонка           | 1989 | 1990 | 1991 | 1992 | 1993 | 1994 | 1995 | 1996 | 1997 | 1998 | 1999 |
| --------------- | ---- | ---- | ---- | ---- | ---- | ---- | ---- | ---- | ---- | ---- | ---- |
| Джиро д'Италия  | 93   | 97   | -    | -    | 101  | -    | -    | -    | -    | -    | -    |
| Тур де Франс    | -    | -    | -    | -    | -    | сход | 71   | 77   | сход | сход | -    |
| Вуэльта Испании | -    | 106  | -    | -    | -    | -    | -    | -    | -    | сход | сход |